# Luca Di Maggio
Luca Di Maggio (født 31. marts 2005) er en italiensk professionel fodboldspiller, der spiller som midtbanespiller for Serie C klubben Perugia, på lån fra Serie A klubben Inter Milan.

## Klubkarriere
Di Maggio startede sin karriere i Inter Milans ungdomsakademi. Den 9. august 2024 skiftede Di Maggio til Serie C- klubben Perugia på et lån. To dage senere fik Di Maggio sin professionelle debut, hvor han kom ind som indskifter i en Coppa Italia Serie C kamp mod Latina. 

## Landsholdskarriere
I maj 2022 spillede Di Maggio i U/17 EM i 2022, hvor Italien tabte i kvartfinalen. Han spillede fire kampe og scorede ét mål.
I juli 2024 spillede Di Maggio i U/19 EM i 2024. Ham spillede fire kampe og scorede et mål.